# Tirepied-sur-Sée
Tirepied-sur-Sée é uma comuna francesa na região administrativa da Normandia, no departamento da Mancha. Estende-se por uma área de 22.55 km². Em 2010 a comuna tinha 975 habitantes (densidade: 43,2 hab./km²).
Foi criada em 1 de janeiro de 2019, a partir da fusão das antigas comunas de Tirepied e La Gohannière.